# Johann Heinrich Kauerz
Johann Heinrich Kauerz (* 11. April 1810; † nach dem 2. November 1888) war ein preußischer Verwaltungsbeamter.
Der Katholik Johann Heinrich Kauerz war ab 1839 Beigeordneter bzw. 1845 Bürgermeister der Bürgermeisterei Elsen im Kreis Grevenbroich. 1846 dient er unter Landrat Richard von Vorst-Gudenau als Kreissekretär. Als solcher wird ihm auch nach Vorst-Gudenaus Ausscheiden durch die Regierung Düsseldorf von August 1850 bis zum 15. März 1851 die Verwaltung des Landratsamtes vertretungsweise übertragen. 1853 wechselt Kauerz nach Düsseldorf, an das Landratsamt Düsseldorf. In der Übergangsphase von Landrat Emmerich Freiherr Raitz von Frentz auf Wilderich Graf von Spee wurde Kauerz ebenso beauftragt, das Düsseldorfer Landratsamt vom 6. Mai bis zum 25. Juli 1863 zu leiten. Johann Heinrich Kauerz war seit 1838 mit Klara Blankenstein (* 5. April 1810 in Fürth; † 2. November 1888) verheiratet, mit der er zwei Töchter hatte, darunter eine spätere Nonne.